# تعظم تغلظي
خلل التعظم التغلظي هو مرض اختزان أو تخزين في الجسيمات الحالة للعظام ناجم عن طفرة في الجين الذي يرمز للإنزيم كاثيبسين ك. يعتبر من الأمراض النادرة وغير معروفة نسبة الانتشار بدقة، لكنه يصيب نسبة أقل من  1/100.000 شخص.

## الأسباب
ينجم مرض خلل التعظم التغلظي عن تغيرات (طفرات) في الجين المرمز للإنزيم كاثيبسين ك (CTSK). توفر الجينات تعليمات هامة وحساسة لإنشاء البروتينات التي تلعب دورًا هامًا في العديد من وظائف الجسم.
لكن عند حدوث طفرة من نوع ما فقد تسبب إنتاج بروتين غير فعال أو مشوه، ما قد يؤثر بشكل غير طبيعي على عمل أجهزة الجسم.
تتحدد العديد من الأمراض الوراثية عن طريق حالة نسختي الجين؛ تأتي إحداهما من الأب والثانية من الأم. تحدث الإصابة عندما يرث الفرد نسختين من الجين المشوه أو الشاذ لنفس الصفة من كلا الأبوين.
لكن إذا ورث الفرد جينًا سليمًا وآخر مشوهًا؛ حينها يكون حاملًا للمرض ومن غير المؤكد ظهور الأعراض عليه.
تكون نسبة إصابة الجنين بالمرض هي 25% مع كل حمل، لكن تكون نسبة حمل المرض 50%.

## علامات وأعراض
اكتُشف المرض في أعمار مختلفة تتراوح بين 9 أشهر و50 سنة وغالبًا ما تُشخص الحالة في مرحلة الطفولة، ولكن في بعض الأحيان لا تكتشف الحالة حتى مرحلة البلوغ، عادةً نتيجة للكسر أو عبر الفحص الروتيني.
يسبب خلل التعظم التغلظي كثافة غير طبيعية للعظام (هشاشة العظام): تكون آخر عظام الأصابع (السلاميات البعيدة) قصيرة بشكل غير معتاد، ويؤخر الانغلاق الطبيعي للروابط (الدروز) في عظام الجمجمة في الطفولة المبكرة، ما يبقي البقعة الناعمة (اليافوخ) أعلى الرأس مفتوحة لفترة طويلة.
يملك الذين يعانون من تلك المتلازمة عظامًا هشة وسهلة الكسر، بخاصة الساقين والقدمين. الفك والترقوة (عظم الترقوة) عرضة للكسر بشكل خاص.
هناك تشوهات أخرى تشمل الرأس والوجه والأسنان والترقوة والجلد والأظافر:
- الجهة الأمامية والخلفية من الرأس تكون بارزة بشكل غير معتاد
- قد يكون هناك العديد من العظام الصغيرة (تدعى العظام الورمية) ضمن الدروز المفتوحة للجمجمة
- الجزء المتوسط في الوجه يكون أقل امتلاء عن الطبيعي والمعتاد
- الأنف بارز بشكل غير معتاد
- قد يكون الفك صغيرًا
- المنطقة العلوية داخل الفم أو الحنك تكون ضيقة (ومخددة)
- تظهر أسنان الطفل بشكل متأخر عن المعتاد وقد تتطلب وقتًا أكثر من اللازم لتتساقط أيضًا
- الأسنان الدائمة كذلك الأمر قد تتأخر بالظهور
- عادة ما تكون الأسنان الدائمة لدى المصاب غير منتظمة وقد يصيبه فقدان في الأسنان أو نقص بها
- تكون الترقوة غالبًا مشوهة ومختلفة عن الحالة الطبيعية
- يكون الجلد في الجزء الخلفي من الأصابع كثير التجاعيد
- تكون الأظافر مسطحة ومخددة أو متعرجة ومخططة

يتسبب خلل التعظم التغلظي في مشاكل إضافية قد تظهر مع مرور الوقت، وبغض النظر عن العظام المتكسرة، تكون السلاميات البعيدة والترقوة عرضة لتدهور بطيء وتدريجي. أما بما يخص عيوب العمود الفقري، قد تسبب انحناءات جانبية ما قد يؤدي إلى حدوث انحراف جانبي في العمود الفقري ما يعرف بالجنف. أما بالنسبة للمشاكل في الأسنان؛ فغالبًا ما يكون النخر شائعًا، بالإضافة إلى الحاجة لرعاية خاصة عن طريق التقويم.

## علم الوراثة
هو خلل تنسج عظمي غضروفي بصفة جسمية متنحية ومرتبط بالكروموسوم 1q21.
سبب هذه الحالة هو عوز (نقص) الكاثيبسين ك، وهو أنزيم يحلل بروتين السيستئين (سيستئين بروتياز) توجد في هادمات العظم أو آكلات العظم (كاسرات العظم).
أصبح الكاثيبسين ك مستهدفًا بالعقاقير في مرض هشاشة العظام بعد اكتشاف السبب وراء الإصابة بسوء التغظم التغلظي. يسبب هذا المرض قصر القامة، إذ يبلغ طول الذكور المصابين أقل من 150سم (59 بوصة) بينما تكون الإناث البالغات المصابات بالمتلازمة أقصر من ذلك.
تدعى هذه الحالة أيضًا متلازمة (تولوز-لوتريك)، بعد الاعتقاد بإصابة الفنان الفرنسي هنري دي تولوز لوتريك بهذا المرض في عام 1996. حُدّد الجين المسؤول عن الإصابة بسوء التعظم التغلظي، ما يبشر بتقديم تشخيص دقيق وأعمق واختبارات وفهم أشمل لهذا الخلل.

## التشخيص
يعتمد تشخيص خلل التعظم التغلظي بشكل رئيس على تحديد الأعراض المميزة بدقة، ومعرفة مفصلة حول تاريخ المريض وعائلته، وتقييم سريري وتصوير بالأشعة السينية، يمكن أن تبين الأشعة السينية ما إذا كانت هناك أي تغيرات مميزة في التشكل العظمي قد تشير إلى المرض.
هناك أيضًا الاختبار الوراثي الجزيئي الذي يبين الإصابة بداء خلل التعظم التغلظي، ويمكنه اكتشاف الطفرات الحاصلة في الجين (CTSK) الذي يسبب هذا الاضطراب، وهو بدوره مسؤول عن إنزيم الكاثيبسين ك، لكن هذا النوع من الاختبارات متاح فقط في المختبرات المتخصصة.

## العلاج
يحتاج العلاج إلى جهود مرتبة ومنسقة بين المختصين. هناك حاجة لأطباء الأطفال ومختصي التجبير وجراحي العظام، وأخصائيين بالغدد الصماء الذين يشخصون ويعالجون الاضطرابات الهرمونية، ومختصين بطب الأسنان وغيرهم من المتخصصين في الرعاية الصحية، كل ذلك لعلاج طفل مصاب.
الدعم النفسي والاجتماعي هام جدًا للمصابين وأفراد العائلة، وبسبب ندرة المرض لا يوجد بروتوكول علاجي محدد ومطبق على العديد من الأفراد.
سيحتاج المصابون بخلل التعظم التغلظي إلى رعاية متخصصة بتقويم العظام عند حدوث كسور. هناك نمط آخر يدعى العلاج الاستقصائي أي تتم دراسة علاجات سريرية مباشرة مثل بعض حالات الأطفال الذين استخدموا العلاج بهرمون النمو لأن قصر القامة هو أحد الموجودات الشائعة في هذا الاضطراب.
يدرس العديد من المختصين والباحثين في مجال الدواء ما يسمى (مثبطات الإنزيم) لعلاج اضطرابات العظام المماثلة عن طريق تثبيط نشاط إنزيمات معينة في الجسم لمنع الآثار السلبية التي تسببها.

## علم الأوبئة
لم يحدد بشكل دقيق مدى تواتر حلل التعظم التغلظي. يمكن تصنيفه ضمن مجموعة كبيرة من الأمراض الوراثية غير الشائعة بشكل فردي، لكنها مهمة بشكل جماعي بسبب أعداد المصابين وتأثير ذلك على الأفراد.